# 黑金丑島君 (電影)
《黑金丑岛君》（日语：闇金ウシジマくん）是真鍋昌平同名漫画改编，山田孝之主演的系列电影，2012年至2016年期间在日本上映，共计4部。
冷酷不苟言笑的丑岛馨，经营着一家名为Cow Cow金融的高利贷公司，更有得力下屬柄崎和高田，在業界闖出了一片天地。Cow Cow金融的利息高达10天5成，但即便如此，仍有许多被金钱攫住头脑身心的人们甘愿上套，成为丑岛索取、压榨的對象。

## 第1部

### 剧情
少女铃木未来受母親拖累，为了还清欠丑岛的债务而利用青春赚钱，雖尚未突破最後防線，卻也在誘惑的道路上越走越遠。活动社团BUMPS的负责人小川纯为了成功举办大型社交聚会，疲于奔命到處拉投資，甚至鋌而走險，打起了丑島的主意……

### 主要演员
- 丑島馨：山田孝之

高利贷公司Cow Cow金融的社长
- 鈴木未來：大島優子 (AKB48)

債務人，在邂逅咖啡打工赚钱的少女
- 小川純：林遣都

債務人，活动社团BUMPS的负责人，鈴木未來的青梅竹马
- 高田：崎本大海（日语：崎本大海）

高利贷公司Cow Cow金融的社员，以前是牛郎
- 柄崎：矢部享佑（日语：やべきょうすけ）

高利贷公司Cow Cow金融的社员，丑岛社长的中学同学
- 大久保千秋：片濑那奈

高利贷公司Cow Cow金融的前社员（已辞职），以前是AV女优
- 猪股：岡田義徳

債務人
- 上原：室刚

小川純的前輩
- 西尾律师：金田明夫（日语：金田明夫）

丑島的律師
- 葉山朋子：希崎潔西卡

風俗女
- 明人：市原隼人（客串）

鈴木未來的打工前輩
- 肉蝮:新井浩文

从事复仇代理业务的神秘男人

### 制作
- 导演：山口雅俊
- 制片人：岩倉達哉、村田亮、岡本順哉、丸山博雄
- 出品人：久保理茎
- 撮影：西村博光
- 照明：常谷良男
- 録音：小松将人
- 美術：松尾文子
- 服装：牧亞矢美、山子美鈴
- 造型：青木千枝子
- 场记：吉田久美子
- 剪辑：松尾浩
- 音響効果：北田雅也
- 選曲：佐藤啓
- 主題歌：Superfly《The Bird Without Wings》
- 印象曲：Superfly《No Bandage》

## 第2部

### 剧情
小混混阿勝偷盗暴走族頭領爱泽的机车，为还债進入Cow Cow金融工作，却私下联合爱泽意欲反水。牛郎神咲丽為了成為俱樂部頭牌，怂恿家境平凡的女孩彩香用身體換錢为其豪擲千金。有黑道背景的女高利貸者犀原茜操纵爱泽对抗丑岛，爱泽進退兩難，不得不捨命一搏…… 

### 主要演员
- 丑島馨：山田孝之

高利贷公司Cow Cow金融的社长
- 戌亥：綾野剛

情報販子，丑島的盟友
- 高田：崎本大海（日语：崎本大海）

高利贷公司Cow Cow金融的社员，以前是牛郎
- 柄崎：矢部享佑（日语：やべきょうすけ）

高利贷公司Cow Cow金融的社员，丑岛社长的中学同学
- 摩耶：久保寺瑞紀（日语：久保寺瑞紀）

高利贷公司Cow Cow Finance的接待員
- 加賀勝：菅田将暉

小混混
- 愛澤浩司：中尾明慶

暴走族頭領
- 愛澤明美：木南晴夏

愛澤浩司的妻子
- 神咲麗：窪田正孝

牛郎
- 藤枝彩香：門脇麦

平凡的女高中生
- 蝦沼：柳楽優弥

苦力工人
- 犀原茜：高橋瑪莉潤

丑島的女性同行
- 雪见：本仮屋唯佳

風俗女
- 熊倉：光石研

黑道大佬
- 葉山朋子：希崎潔西卡

風俗女
- 慶次：德山秀典
- 大成：相葉裕樹
- 一翔：君嶋麻耶
- 将吾：川久保拓司
- 亞树：杏小百合

### 制作
- 主題歌：Superfly《Live》
- 印象曲：Superfly《万華鏡與蝶》

## 第3部

### 剧情
派遣员工澤村真司為了在自由代理商业界闖出一片天地，已婚搞外遇的上班族主管加茂守為了突破职场关卡，紛紛走上了向Cow Cow金融借钱圆梦的道路……

### 主要演员
- 丑島馨：山田孝之

高利贷公司Cow Cow金融的社长
- 戌亥：綾野剛

情報販子，丑島的盟友
- 高田：崎本大海（日语：崎本大海）

高利贷公司Cow Cow金融的社员，以前是牛郎
- 柄崎：矢部享佑（日语：やべきょうすけ）

高利贷公司Cow Cow金融的社员，丑岛社长的中学同学
- 茂子：最上Moga（电波组.inc）

高利贷公司Cow Cow Finance的接待員
- 澤村真司：本鄉奏多

想要在自由代理商业界闖出一片天地的派遣員工
- 麻生麗娜：白石麻衣（乃木坂46）

夢想進入演藝圈的女孩
- 天生翔：浜野謙太

教導學員快速賺大錢方式的天生塾的創始人
- 加茂守：藤森慎吾

已婚搞外遇的上班族主管
- 萌子：櫻由羅

雖然沒錢但還是花了8萬買了幸福笛子的小呆萌
- 花蓮: 筧美和子

風俗店人氣

### 製作
- 主題歌：Superfly《心之铠》

## 第4部

### 剧情
随着某日突然来访的，称呼Cow Cow金融社长丑岛馨为“阿馨”的中学同学竹本優希的出现，丑岛中學時代的过去逐渐被揭开。丑岛与盟友戌亥、得力助手柄崎和高田不得不面对知曉丑岛過去的最大強敵鳄户三兄弟、對丑岛一直懷恨在心的女高利贷者犀原茜、想要鉆法律漏洞對付丑岛的律师都阴亮介的多重挑战，Cow Cow金融史上最大危机来临……

### 主要演员
- 丑島馨：山田孝之

高利贷公司Cow Cow金融的社长
- 戌亥：綾野剛

情報販子，丑島的盟友
- 高田：崎本大海（日语：崎本大海）

高利贷公司Cow Cow金融的社员，以前是牛郎
- 柄崎：矢部享佑（日语：やべきょうすけ）

高利贷公司Cow Cow金融的社员，丑島社长的中学同学
- 茂子：最上Moga（电波组.inc）

高利贷公司Cow Cow Finance的接待員
- 竹本優希：永山絢斗

丑島和柄崎的中学同学
- 鰐戸一：安藤政信

丑島和柄崎的中学前辈
- 鰐戸二郎：YOUNG DAIS（日语：YOUNG DAIS）

丑島和柄崎的中学前辈
- 鰐戸三蔵：間宮祥太朗

丑島和柄崎的中学前辈
- 犀原茜：高橋瑪莉潤

丑島的女性同行
- 甲本直人：太賀

鰐戸三兄弟手下的勞動者
- 万里子：真飛聖

債務人，美容院院長
- 都阴亮介：八岛智人（日语：八岛智人）

心術不正的律師
- 樫原亚梦:真野惠里菜

律師事務所的新人職員

### 製作
- 主題歌：Superfly《Good-bye》
- 印象曲：Superfly《天上天下唯我独尊》

## 外部連結
- 官方网站